# Molfsee
Molfsee település Németországban, Schleswig-Holstein tartományban. Lakosainak száma 5003 fő (2023. december 31.).

## Népesség
A település népességének változása:
| Lakosok száma | 3778 | 5011 | 4956 | 5094 | 5086 | 5003 |
|               | 1975 | 2017 | 2019 | 2021 | 2022 | 2023 |